# Claude de Givray
Claude de Givray (Nizza, 7 aprile 1933) è un regista e sceneggiatore francese.

## Filmografia

### Regia
- Tire-au-flanc 62 (1961)
- Le sirene urlano i mitra sparano (Une grosse tête) (1962)
- Un marito a prezzo fisso (Un mari à un prix fixe) (1963)
- Femmine a prezzo fisso (L'amour à la chaine) (1964)
- Cinéma de notre temps: Jacques Becker, documentario (1967)
- Mauregard, serie TV in 6 episodi di un'ora l'uno (1970)
- Adieu mes quinze ans, serie TV in 19 episodi di 13 minuti l'uno (1971)
- Un coeur sur mesure, film TV della serie "Les cinq dernières minutes" (1975)
- Dernier banco, film TV (1984)
- Vivement Truffaut, film documentario per la TV (1985)
- La méthode rose, film TV (1986)

### Sceneggiatura
- Due minuti per decidere (Me faire ça à moi), regia di Pierre Grimblat (1960)
- Tire-au-flanc 62, regia di Claude de Givray (1961)
- Le sirene urlano i mitra sparano (Une grosse tête), regia di Claude de Givray (1962)
- Un marito a prezzo fisso (Un mari à un prix fixe), regia di Claude de Givray (1963)
- Femmine a prezzo fisso (L'amour à la chaine), regia di Claude de Givray (1964)
- Baci rubati (Baisers volés), regia di François Truffaut (1968)
- Non drammatizziamo... è solo questione di corna (Domicile conjugal), regia di François Truffaut (1970)
- Mauregard, serie TV in 6 episodi di un'ora l'uno, regia di Claude de Givray (1970)
- Uno scomodo detective (Un été d'enfer), regia di Michael Schock (1984)
- La piccola ladra (La petite voleuse), regia di Claude Miller (1988)